# Georges Mikhaïlovitch Romanov
Pour les articles homonymes, voir Georges Mikhaïlovitch de Russie.
 (mai 2023).
Si vous disposez d'ouvrages ou d'articles de référence ou si vous connaissez des sites web de qualité traitant du thème abordé ici, merci de compléter l'article en donnant les références utiles à sa vérifiabilité et en les liant à la section « Notes et références ».
Titre
Tsarévitch de Russie
Depuis le 21 avril 1992
(33 ans, 1 mois et 13 jours)
Georges de Hohenzollern ou Georges Mikhaïlovitch Romanov (en russe : Георгий Михайлович Романов), né le 13 mars 1981 à Madrid, est par son père un représentant de la famille royale de Prusse et par sa mère issu de la famille impériale de Russie.
Pour certains monarchistes ou généalogistes russes, qui soutiennent sa mère comme prétendante à ce trône face à son cousin (sans enfant) Alexis ou à Nicolas Romanovitch, il est héritier du trône de Russie (tsarévitch), avec qualification d'altesse impériale.

## Biographie
Fils du prince François-Guillaume de Prusse et de la grande-duchesse Maria Vladimirovna de Russie, Georges Mikhaïlovitch von Hohenzollern est né le 13 mars 1981 à Madrid;  il était, pour l'Église orthodoxe avant son divorce, désigné comme grand-duc Mikhaïl Pavlovitch de Russie. Il a été baptisé le 6 mai 1981 à Madrid ; son parrain est le roi Constantin II de Grèce. Différentes personnalités royales assistèrent à son baptême, comme le roi Juan Carlos Ier d'Espagne et son épouse, la reine Sophie, ou l'ex-roi Siméon II de Bulgarie et son épouse, la reine Margarita.
Georges Mikhaïlovitch de Hohenzollern a vécu en France à Saint-Briac-sur-Mer et en Espagne. Au décès de son grand-père maternel survenu le 21 avril 1992, sa mère, la grande-duchesse Maria Vladimirovna de Russie succède à son père le grand-duc Vladimir Kirillovitch de Russie, il devient alors pour ses partisans, héritier présomptif et tsarévitch de Russie.
Il fait ses études en Angleterre, à St Benet's Hall (en) puis Oxford.
À Bruxelles, il travaille comme assistant de Loyola de Palacio (ancien commissaire européen pour les transports et l'énergie) au Parlement européen. Plus tard, le grand-duc s'installe au Luxembourg où il est employé à la Commission européenne à la direction générale de l'Énergie et de la Sécurité atomique.
Avec sa mère, la grande-duchesse Maria Vladimirovna, et sa grand-mère, il assiste en 1998 à une cérémonie commémorative donnée par le patriarche Alexis II pour le dernier tsar Nicolas II de Russie en la cathédrale de l'Ascension-de-la-Trinité située à quatre-vingt kilomètres de Moscou. Le grand-duc doutait de l'authenticité des ossements trouvés à Ekaterinbourg, il considère que les dépouilles inhumées à Saint-Pétersbourg ne sont peut-être pas celles de Nicolas II, de son épouse et de ses filles Tatiana Nikolaïevna, Maria Nikolaïevna, Olga Nikolaïevna.
En 2013, il fonde la Fondation impériale russe, une organisation qui se présente comme étant vouée à soutenir des projets humanitaires en Russie, en Albanie et au Luxembourg.

## Généalogie
Par son père, Georges de Prusse appartient à la première branche de la maison de Hohenzollern. Joachim de Prusse est le descendant de Burchard Ier de Zollern. Cette lignée donna des électeurs au Brandebourg, des rois à la Prusse, des empereurs à l'Allemagne. Georges  a notamment pour ascendant masculin direct le dernier empereur allemand, Guillaume II.
Son nom apparaît dans l'ordre de succession à l'ancien trône d'Allemagne et de Prusse.
Il figure aussi dans l'ordre de succession au trône britannique.
Par sa mère, Georges Mikhaïlovitch de Hohenzollern appartient aussi à la première branche de la maison d'Oldenbourg-Russie (Holstein-Gottorp-Romanov), issue de la première branche de la maison de Holstein-Gottorp, elle-même issue de la première branche de la maison d'Oldenbourg. Il a pour ascendant le tsar Alexandre II de Russie.
Il est prétendant au trône de Russie pour certains monarchistes russes, tandis que l'Association de la famille Romanov considère que c'est le prince Nicolas Romanovitch qui est héritier, en raison de la loi régissant la succession au trône impérial de Russie dans la maison Romanov.

## Mariage
Le 20 janvier 2021, la grande-duchesse Maria annonce les fiançailles de son fils et héritier, le grand-duc Georges, avec Rebecca Virginia Bettarini, fille de l'ambassadeur d'Italie Roberto Bettarini et de Carla Virginia Cacciatore. Rebecca Bettarini, également connue sous le pseudonyme littéraire de Georgina Perosch, a été admise dans la religion orthodoxe sous le nom de Victoria Romanovna et titrée princesse Romanov avec prédicat d'altesse sérénissime. Le mariage civil se déroule le 24 septembre à la mairie de Moscou et le mariage religieux le 1er octobre 2021 en la cathédrale Saint-Isaac de Saint-Pétersbourg. Il devient père d'un fils, Alexandre Georgievitch, né à Moscou le 21 octobre 2022. sa fille Kira Leonida nait le 2 Juin 2025.

## Positions politiques et proximité avec l'extrême droite
En 2019, Georges Mikhaïlovitch Romanov effectue une visite officielle en Crimée. Il salue le référendum d'autodétermination qui y a été organisé en 2014 ainsi que l'annexion de la Crimée.
Lors de son mariage en 2021, il invite des personnalités du nationalisme russe telles qu'Alexandre Douguine, et fait de Konstantin Malofeïev son témoin de mariage. Il est également proche du militant d'extrême droite français Axel Levavasseur, mécène de L'Alvarium.